# Église San Severo de Bardolino
Pour les articles homonymes, voir Église San Severo.
L'église San Severo (Chiesa di San Severo en italien) est une église de style roman située à Bardolino, petite ville italienne de la province de Vérone en Vénétie, dans le nord-est de l'Italie.
Elle est considérée comme un chef-d'œuvre de l'art roman local.

## Localisation
L'église, qui est propriété de la Commune, se dresse sur la Piazza San Severo, avec son chevet disposé face à la Via Marconi, à quelques centaines de mètres à l'est de la rive orientale du lac de Garde.

## Historique
L'église San Severo a été construite à la fin du XIe siècle et au début du XIIe siècle sur le site d'un édifice antérieur daté du IXe siècle, auquel est attribuée la crypte découverte lors d'une récente restauration,.
Ultérieurement, la façade principale a été modifiée entre le XVe et le  XVIIe siècle.
Enfin, des modifications assez importantes ont été apportées à l'édifice aux XIXe et XXe siècles : l'étage supérieur du clocher a été refait au XIXe siècle et l'abside principale a été reconstruite durant une restauration effectuée de 1927 à 1932.

## Architecture extérieure

### Le clocher
Collé contre le chevet, le clocher construit en moellons a conservé sa structure d'origine, sauf l'étage qui abrite les cloches, qui a été reconstruit au XIXe siècle.

### Le chevet
Adossé au pignon oriental orné d'arcatures, le chevet roman en moellon est composé d'une abside et de deux absidioles semi-circulaires.
L'abside centrale, reconstruite en 1932 à la place d'une abside rectangulaire datant du XIVe siècle, est percée de trois fenêtres cintrées tandis que chacune des absidioles est percée d'une seule fenêtre.
L'abside et ses absidioles sont ornées d'arcatures surmontées d'une frise de dents de scie composée d'éléments en terre cuite.

### Les façades
La façade principale, édifiée elle aussi en moellon, concentre toute sa décoration sur la partie centrale.
La porte à encadrement de pierre calcaire est flanquée de deux baies chantournées  et surmontée d'un petit protiro sans colonnes et d'un oculus profond, version modeste de la rosace, qui donne de la lumière à la nef.
Le tympan du protiro est orné d'une fresque du XVIIIe siècle représentant "Le Christ crucifié parmi les frères du Sacrement".
Cette façade se termine par une décoration d'arcatures sous les pentes du toit, avec un arc central plus grand que les autres,.
La façade méridionale est percée d'un portail muré dont les piédroits supportent un linteau monolithe massif, surmonté d'une baie murée agrémentée de claveaux polychromes.

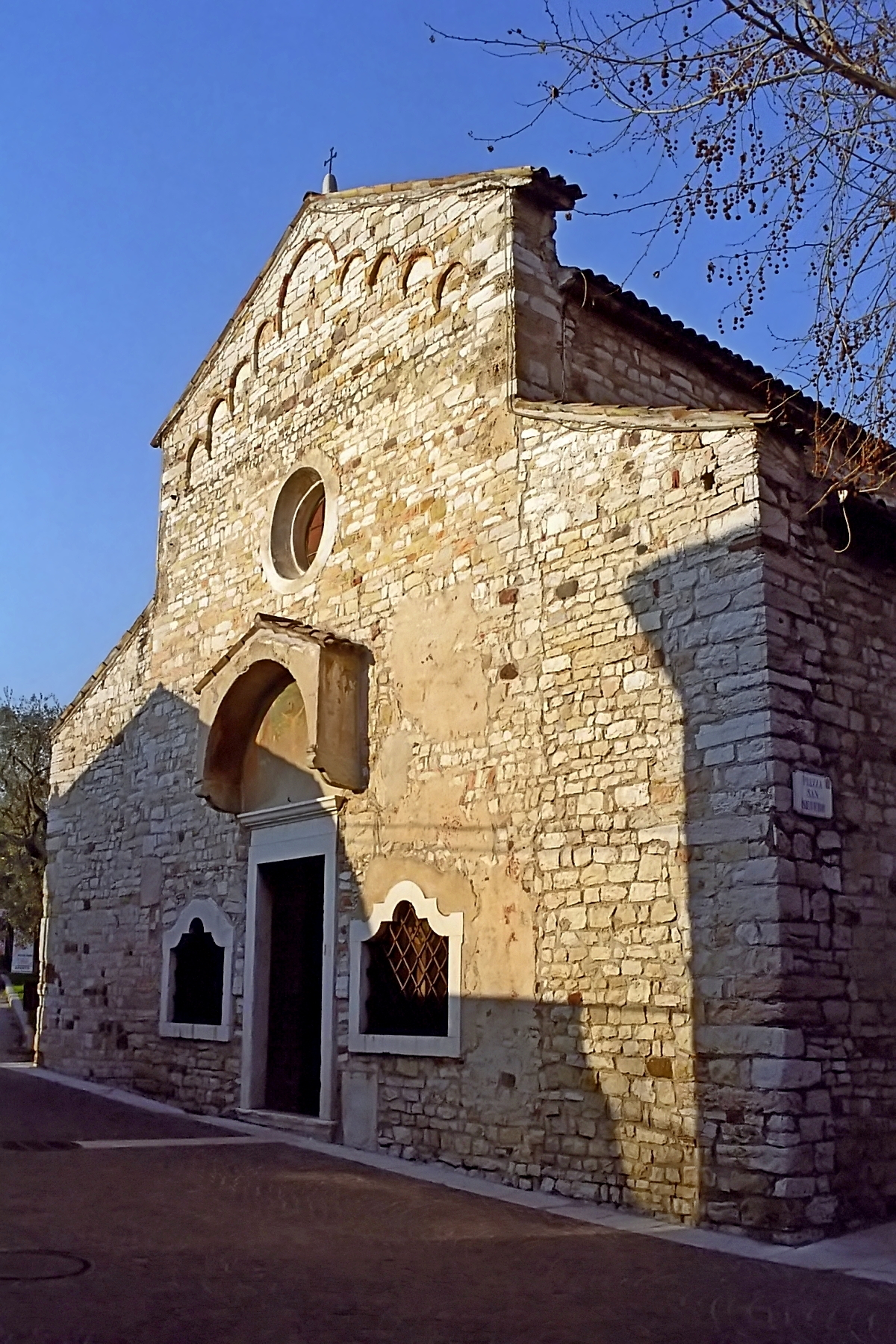
La façade principale.
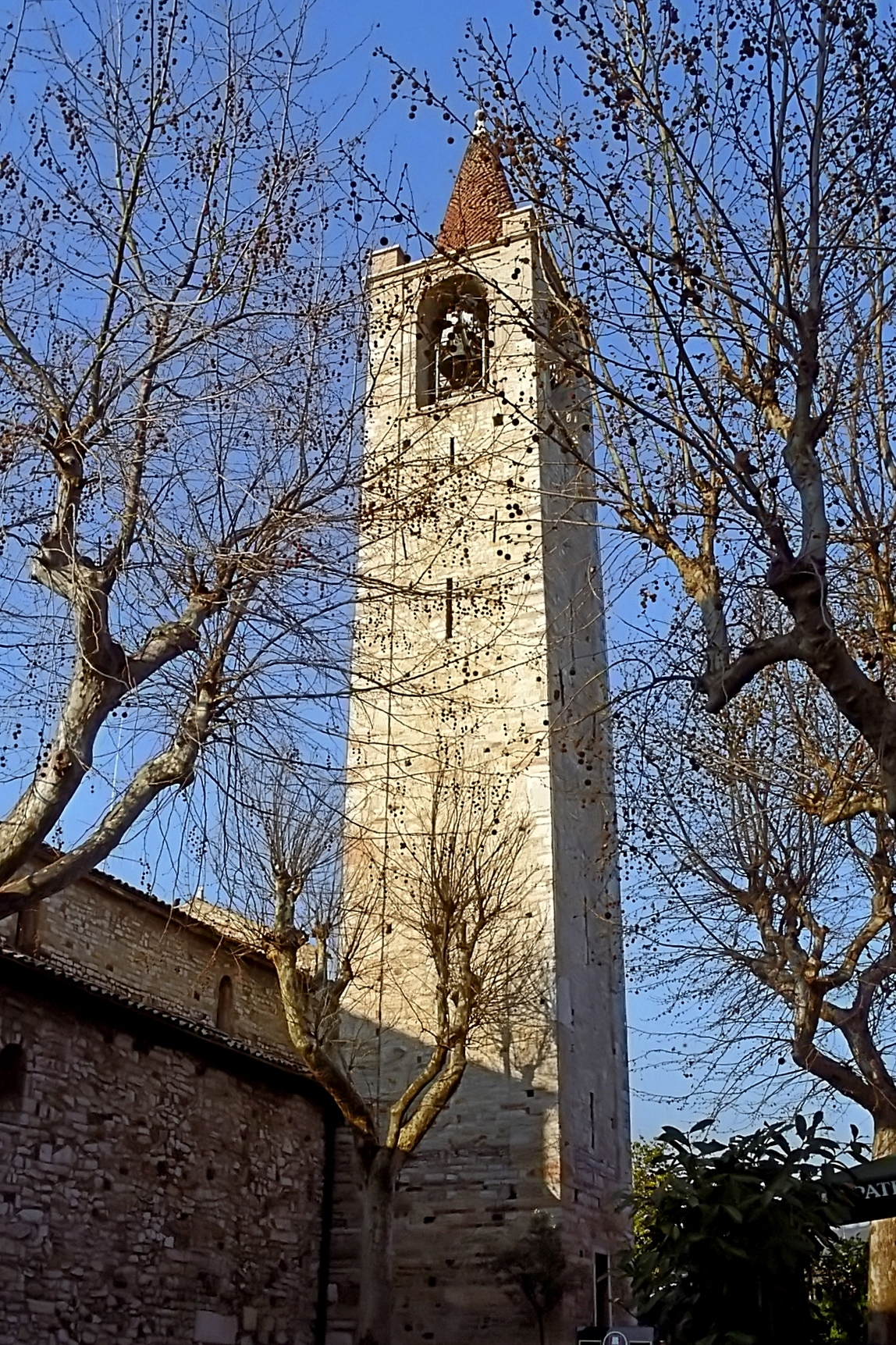
Le clocher.
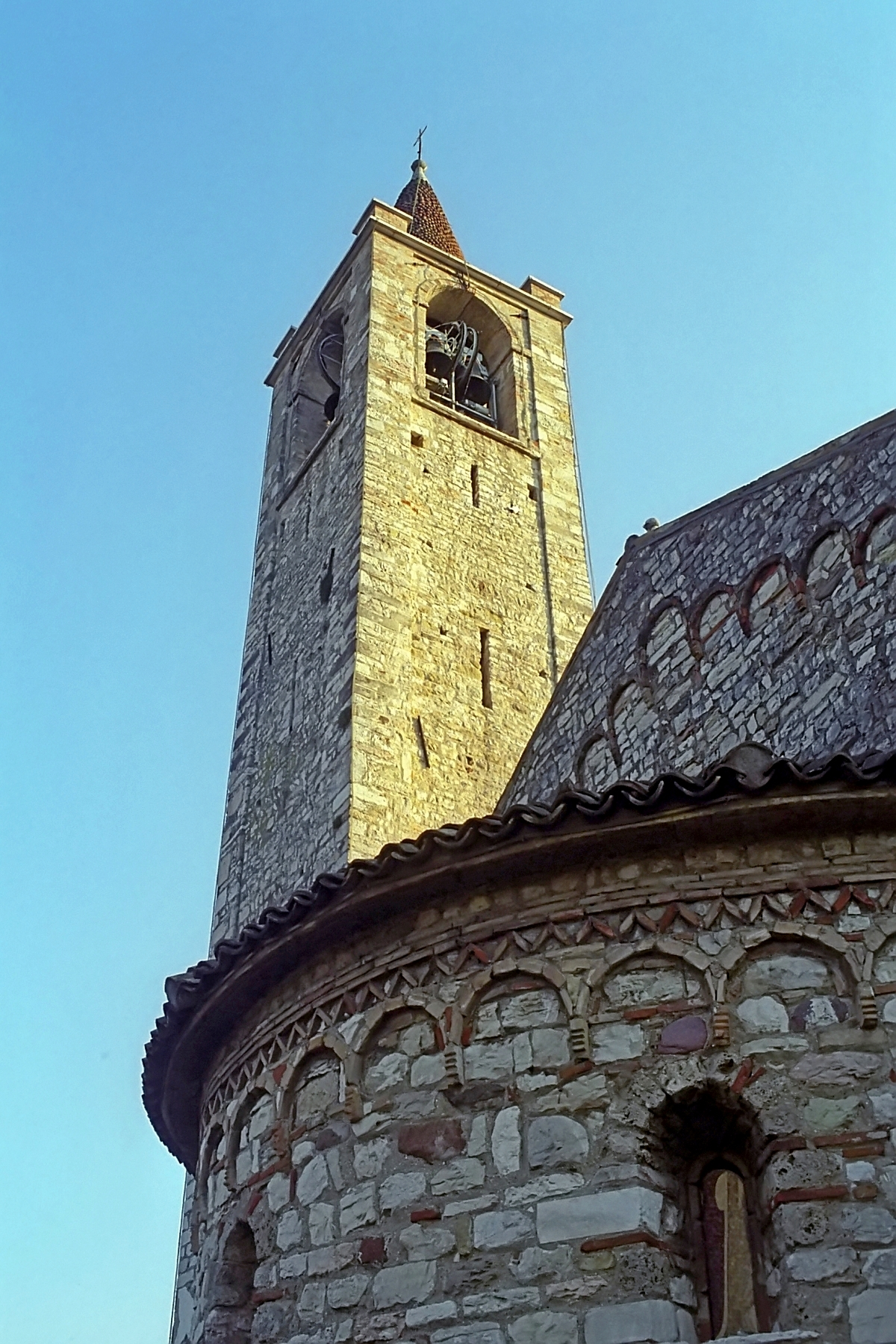
Le clocher et le chevet.
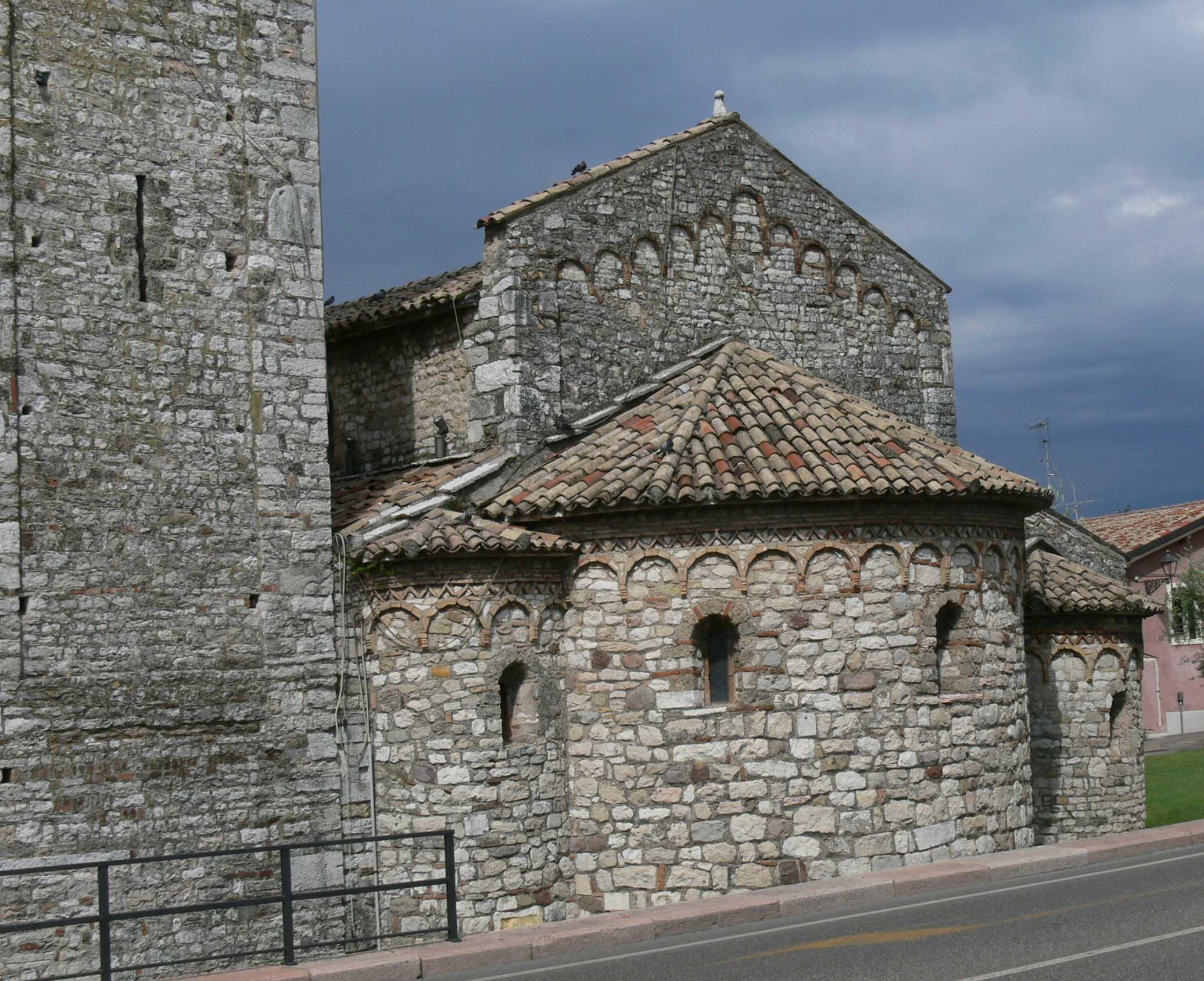
Le chevet.

## Architecture intérieure

### La nef
L'intérieur est divisé en trois nefs. La nef centrale, couverte d'un plafond en bois, est séparée des collatéraux par de courtes et épaisses colonnes faites de rangées alternées de briques et de tuf surmontées de chapiteaux ornés de motifs géométriques et végétaux.
Le haut des murs de la nef centrale est orné de fresques représentant des scènes de l'Apocalypse et la légende de la découverte de la vraie Croix,. Ces fresques présentent des analogies avec celles d'autres édifices de la province de Vérone.
Le mur du bas-côté gauche porte des restes de fresques représentant la Vierge flanquée d'Apôtres, plus anciennes que les fresques de la nef.
L'abside centrale, voûtée en cul-de-four, est précédée d'un arc triomphal reproduisant la polychromie des colonnes de la nef.

### La crypte
Sous l'église se trouve une crypte, qui remonte probablement à un bâtiment lombard datant du VIIIe au  Xe siècle, et qui a été restaurée en 1927.
On y accède depuis la nef par un escalier situé au nord,.
La crypte se compose d'un espace semi-circulaire et d'un espace rectangulaire.
L'abside circulaire est ornée d'une succession d'arcs blancs sur piliers de pierre.

La nef et la crypte
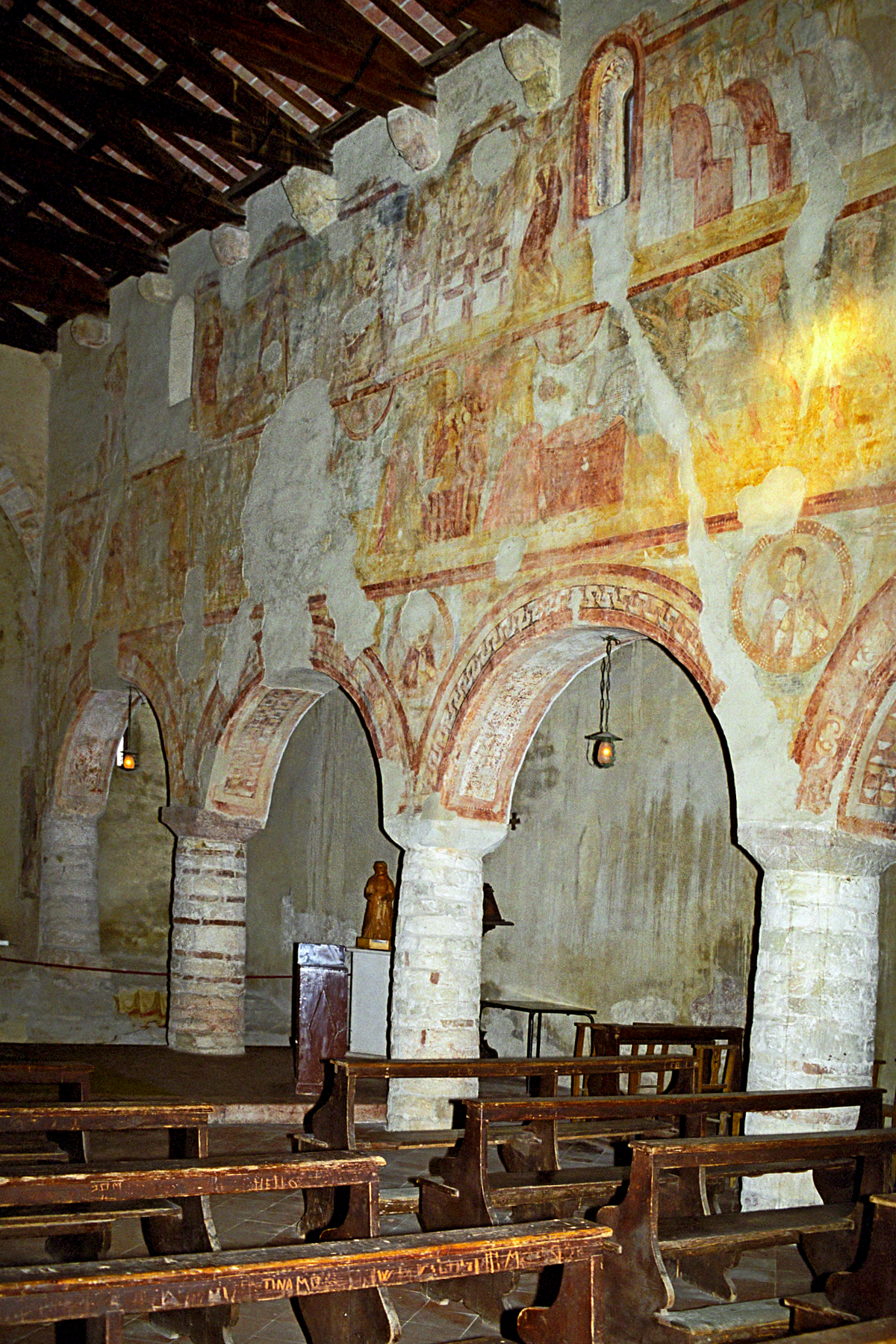
Fresques de la nef.
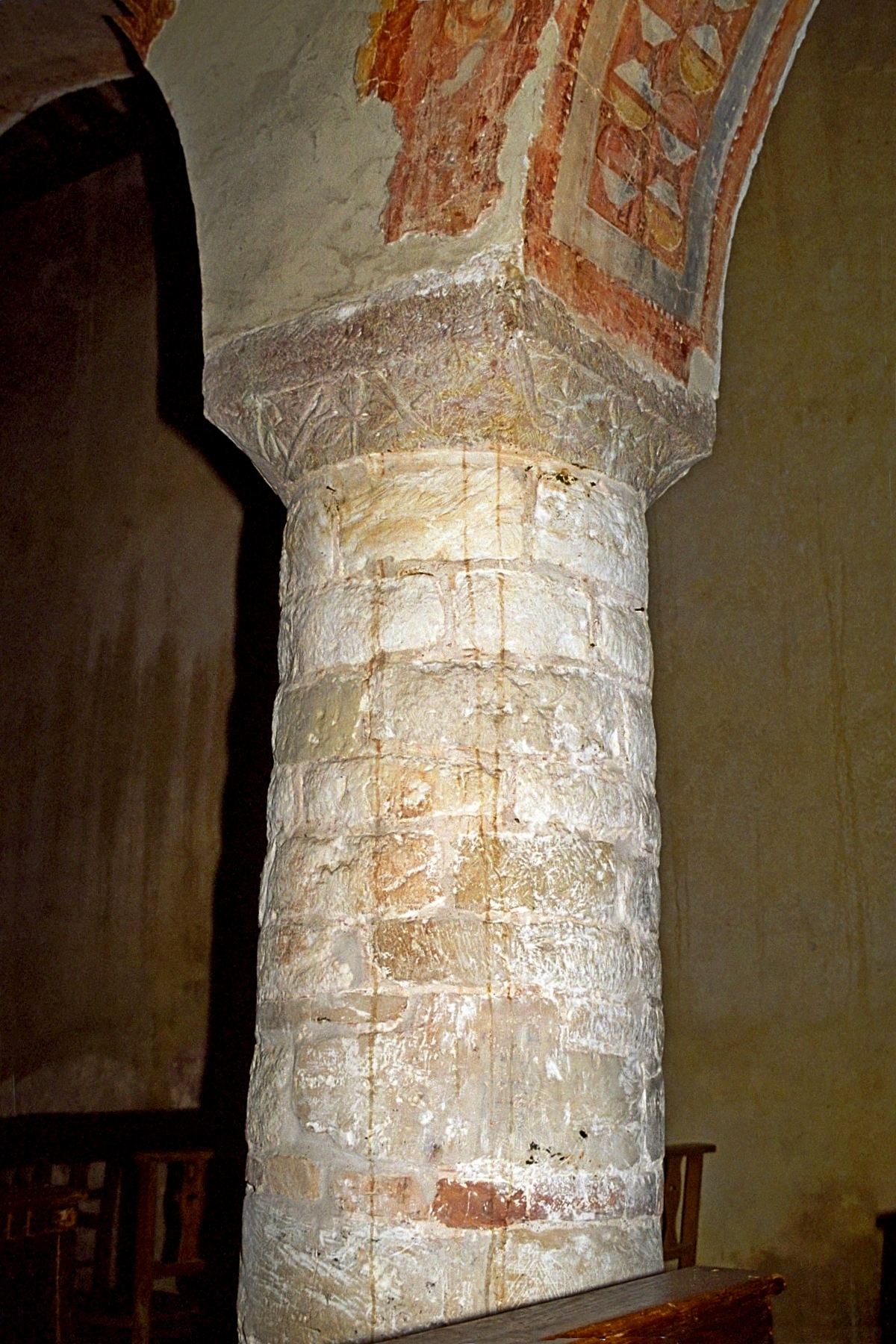
Pilier de la nef.
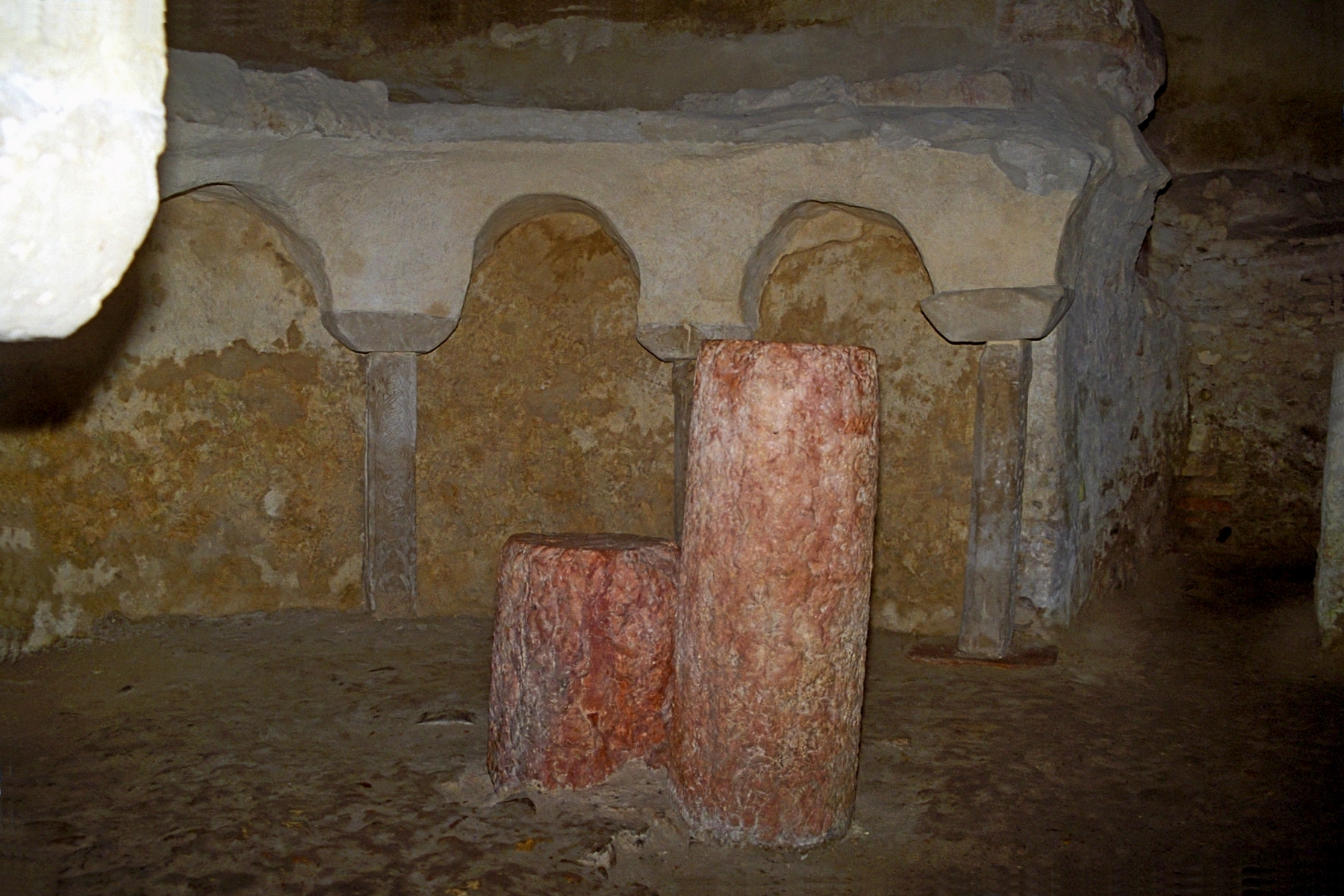
La crypte.
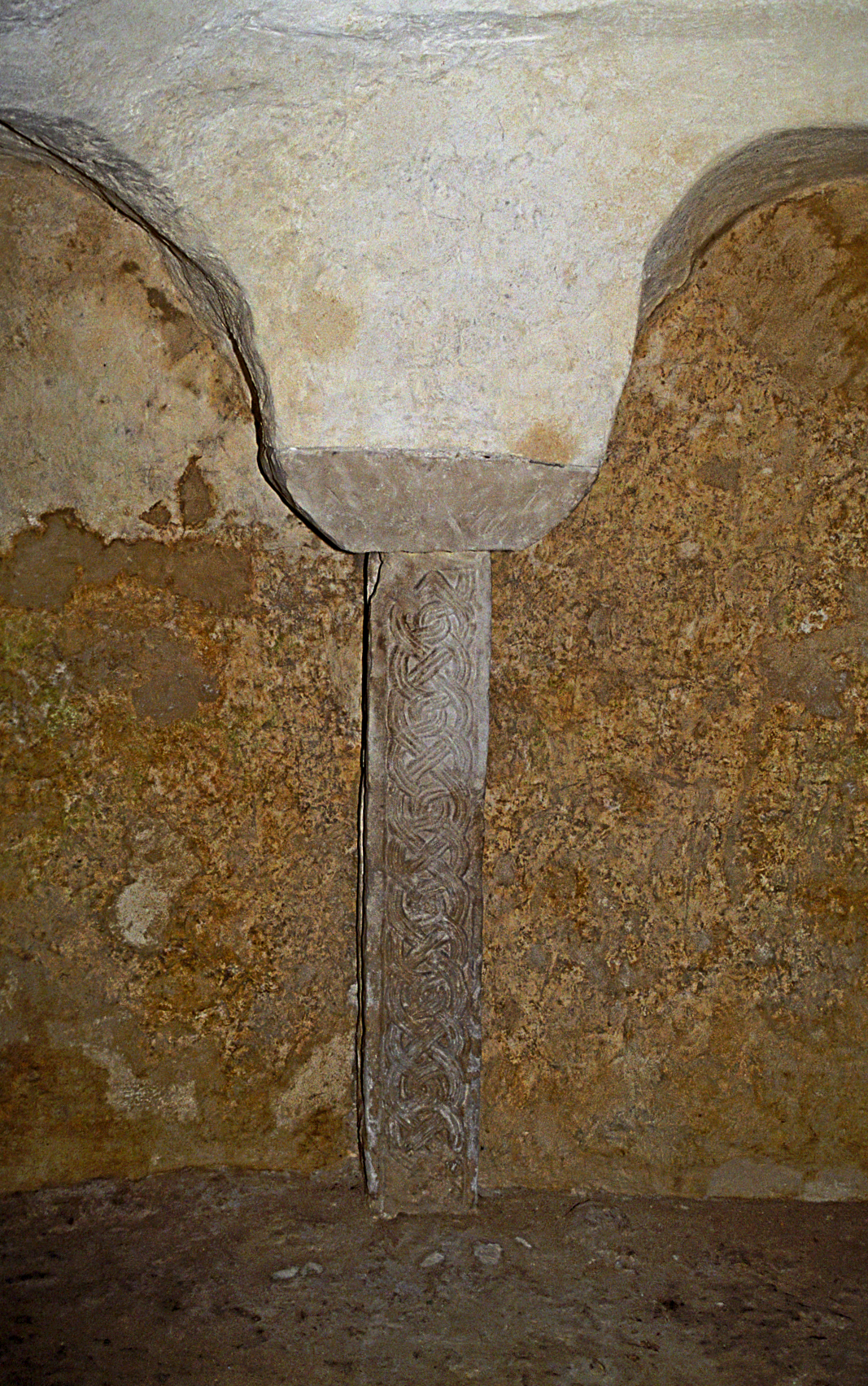
Pilier de la crypte.